# Гужель, Анатолий Моисеевич
Анато́лий Моисе́евич Гу́жель (при рождении Гу́гель, рум. Anatol Gujel (Gugel) — Анато́л Гуже́л; 6 апреля 1922, Яссы, Румыния — 13 сентября 2022, Кишинёв, Молдавия) — молдавский советский поэт, публицист. Автор свыше 40 книг поэзии (в том числе 10 книг для детей) и публицистики. Заслуженный деятель искусств Молдавской ССР (1971).

## Биография
Родился 6 апреля 1922 года в молдавском городе Яссы, в семье адвоката Мойше Абрамовича Гугеля и медсестры Ольги Абрамовны Перельмутер (1886—1941), родом из Кишинёва. Отец будущего поэта умер от тифа 4 октября того же года и мать вместе с шестимесячным ребёнком вернулась к своим родителям в Кишинёв; дед Абрам Борисович Перельмутер был провизором (аптека Перельмутера располагалась на углу Киевской и Мещанской улиц). Деду со стороны отца, одесскому мещанину Абраму Мовшевичу (Моисеевичу) Гугелю, принадлежала фабрика строительных материалов (кафеля, керамических ваз, изразцов и терракотовых изделий) на Александровской улице в Кишинёве.
Здесь Гужель окончил гимназию (лицей имени Б.-П. Хашдэу, 1940), где сдружился с другим будущим литератором А. Козмеску, сдал бакалавриат и в 1941 году поступил в Кишинёвский государственный педагогический институт им. Иона Крянгэ. Вместе с институтом с началом Великой Отечественной войны эвакуировался в Бугуруслан, где продолжил учёбу. Мать, дед и другие родственники были расстреляны немцами в начале оккупации в кишинёвском гетто.
После окончания института в 1944 году вернулся в Кишинёв, работал в газетах «Тинеримя Молдовей» (Молодёжь Молдавии, ответственный секретарь редакции в 1945—1960 годах) и «Молдова Сочиалистэ» (Социалистическая Молдавия, 1960—1966), затем в журнале «Молдова» (ответственный секретарь редакции в 1966—1988 годах). В 1997 году вместе с филологом Ефимом Левитом и музыковедом Ефимом Ткачом стал одним из основателей Антифашистского демократического альянса в Молдавии, участвовал в составлении четырёх сборников документов по истории Холокоста в республике (четыре выпуска двуязычного русско-румынского журнала «Nu vom uita! — Не забудем!»).
Заслуженный деятель культуры МССР (1971), награждён медалью «Михай Эминеску» (1998), лауреат premiul de excelenţǎ Союза писателей Молдовы (2003), член Союза писателей СССР с 1946 года.

## Творческая деятельность
Дебютировал стихотворениями в лицейском журнале «Licurici» (Светлячок) в марте 1940 года. Первый сборник стихотворений «Моё поколение» вышел в 1951 году. Автор поэтических сборников «Наша смена» (1952), «Окно с тремя геранями» (1956), «Когда говорит тишина» (1964), «Волшебный фонарь» (1975) и многих других, а также книг эссеистики и очерков «Нанизывайтесь, жемчужины» (1979), «Душевность» (1982), «Книга родного края» (очерки о природе Молдавии по материалам постоянной рубрики Гужеля в журнале «Молдова» «От Наславчи до Джюрджюлешт»), книг для детей «Зелёные острова» (1960), «Я, Аникуца и Раду» (1963).
В переводах на русский язык были опубликованы сборники поэзии «По дорогам памяти» (1959), «Жажда неба» (1967), «Лунная соната» (перевод Анатолия Наймана, 1974), «Волшебный фонарь» (1983), книги «Пушкин в Молдавии», фотоальбом «Ритм, молодость, дружба» (совместно с Ефремом Баухом, 1968). В последние годы в Молдове на румынском языке вышли сборник «Post scriptum» (1998) и том избранных стихотворений «Au fost odatǎ са niciodatǎ» (Было когда-то или никогда, 2004). Цикл стихов «Иерусалимская тетрадь» (сборник «Post scriptum») опубликован в русском переводе во втором номере альманаха «Ветка Иерусалима».

## Семья
Сын — Андрей Гужель, автор пособий по фитотерапии, гомеопатии и массажу «Az élet fája — Kommunikáció, viszony, gyógyítás» (Altris, 2001), «Proprietatile curative ale arborilor» (Cluj-Napoca: Accent, 2003), «Die bäume und der mensch» (Chişinău: Pontos, 2004. — 212 s.), «Die belebende Wirkung von Massagepraktiken» (einige Aspekte des bioenergetischen Behandlungsansatzes, Cluj-Napoca: Accent, 2007, 2009. — 156 s.), «Psihologia masajului» (Cluj-Napoca: Accent, 2007).

### Книги на русском языке
- Сказание дуба: Поэма. Госиздат Молдавии: Кишинёв, 1956.
- По дорогам памяти. Молодая гвардия: Москва, 1959.
- Жажда неба. Картя молдовеняскэ: Кишинёв, 1967.
- Ритм, молодость, дружба. Фотоальбом о Всесоюзном фестивале народного танца 2—9 августа 1968 года (совместно с Ефремом Баухом, на русском, молдавском, английском и немецком языках). Картя молдовеняскэ: Кишинёв, 1968.
- Лунная соната (перевод Анатолия Наймана). Советский писатель: Москва, 1974.
- Волшебный фонарик. Литература артистикэ: Кишинёв, 1978.
- До свидания, Чоко! (для детей). Литература артистикэ: Кишинёв, 1979.
- Улей под липами (для детей). Литература артистикэ: Кишинёв, 1982.
- Круг (стихи). Литература артистикэ: Кишинёв, 1982
- Дарование (публицистика). Картя молдовеняскэ: Кишинёв, 1982.
- Волшебный фонарь. Перевод Михаила Фильштейна. Советский писатель: Москва, 1983.
- Скала дела (для детей). Литература артистикэ: Кишинёв, 1986.
- Книга о родном крае: От Наславчи до Джюрджюлешт (путевые записки). Литература артистикэ: Кишинёв, 1986.
- Обратный отсчёт (размышления о жизни и творчестве, эссеистика). Литература артистикэ: Кишинёв, 1988.

### Сборники на румынском (молдавском) языке
- Generaţia mea. Кишинёв, 1951.
- Schimbul nostru. Кишинёв, 1952.
- Povestea gorunului. Кишинёв, 1954.
- Fereastra cu trei muşcate (Ферястра ку трей мушкате). Кишинёв, 1956 и 1964.
- Nistrule, pe malul tău… Кишинёв, 1956.
- Poezii şi poeme (Поезий ши поеме). Кишинёв, 1959.
- Vânt de april (Вынт де април). Кишинёв, 1959.
- Pe-un picior de plai… Кишинёв, 1960.
- Eu, Anicuţa şi Radu. Кишинёв, 1962.
- Ostroave verzi (Остроаве верзь). Кишинёв, 1962.
- Visătorii. Кишинёв, 1963.
- Când liniştea cuvântă. Кишинёв, 1964.
- Flota mea. Кишинёв, 1964.
- Sonata lunii (Соната луний). Кишинёв, 1965.
- Versuri (Версурь). Кишинёв, 1967.
- Cutia de rezonanţi (Кутия ку резонанцэ). Кишинёв, 1968.
- Scoica sarmatică (Скойка сарматикэ). Кишинёв, 1969.
- Versuri. Кишинёв, 1970.
- Bradul şi steaua. Кишинёв, 1972.
- Lumi de cleştar. Кишинёв, 1972.
- Caietul cu scoarţe de chihlimbar (Кастулку скоарце де кихлимбар). Кишинёв: Картя Молдовеняскэ, 1975.
- Drumeţie. Oameni şi lucruri. Кишинёв, 1975.
- Lanterna magică (Лантерна маӂикэ, лантерна нягрэ). Кишинёв: Литература Артистикэ, 1978.
- Adio, Ciocoi, Кишинёв, 1979;
- Înşiră- te, mărgărite. Кишинёв, 1979.
- Crug. Кишинёв, 1982.
- Har. Кишинёв, 1982.
- Ştiubeiul cu poveşti, Кишинёв, 1982.
- Cartea plaiului. Кишинёв, 1986.
- Preapitorescul «La Castel». Кишинёв, 1986.
- Fântâna soarelui. Кишинёв, 1987.
- Numărătoarea inversă. Кишинёв, 1988.
- Cântecul lebedei. Кишинёв, 1993.
- Post-scriptum. Кишинёв: Hyperion, 1998.
- Au fost odatǎ cu niciodatǎ. Кишинэу: Pontos, 2004.